# Caroline megye (Virginia)
Caroline megye az Amerikai Egyesült Államokban, azon belül Virginia államban található. Megyeszékhelye és legnagyobb városa Bowling Green. Lakosainak száma 30 887 fő (2020. április 1.). Caroline megye King George, King and Queen, Hanover, Essex, King William, Stafford és Spotsylvania megyékkel határos.

## Népesség
A megye népességének változása:
| Lakosok száma | 28 599 | 28 656 | 28 967 | 29 298 | 29 984 | 30 887 |
|               | 2010   | 2011   | 2012   | 2013   | 2015   | 2020   |